# کشیشتف شچپانیاک
کشیشتف شچپانیاک (لهستانی: Krzysztof Szczepaniak؛ ‏ تلفظ لهستانی: [ˈkʂɨʂtɔf]؛ زادهٔ ۲۲ فوریه ۱۹۸۹) بازیگر، خواننده و صداپیشه اهل لهستان است. وی دانش‌آموختهٔ مدرسه ملی فیلم ووچ است.
از فیلم‌ها یا مجموعه‌های تلویزیونی که وی در آن‌ها نقش داشته است، می‌توان به موج جرم و جنایت، دختران جنگ، پدر متیو، ع چون عشق، کمیسر آلکس، ۱۹۸۳، رنگ‌های خوشبختی، کمیسر آلکس و عزم راسخ ایرنا اشاره نمود.